# Fabian Negrin
Fabian Negrin (Córdoba, 1963) è un illustratore italiano.

## Biografia
Nato in Argentina ai 18 anni si trasferisce in Messico. Formatosi a Città del Messico, dove ha lavorato come grafico per case editrici e come fumettista per giornali come "La Jornada", si trasferisce nel 1989 a Milano. 
Illustratore e in alcuni casi anche scrittore di libri per l'infanzia, ha lavorato per case editrici italiane (Orecchio Acerbo, Donzelli, Salani, Arnoldo Mondadori Editore, Giunti) e straniere (Seuil, Bloomsbury, Knopf). Tra gli altri suoi lavori si ricordano quelli per testate quali il Corriere della Sera, Il manifesto, The Independent, per le campagne pubblicitarie delle Ferrovie dello Stato Italiane, della Compagnie Internationale des Wagons-Lits, del Comune di Roma, la locandina dei film Le meraviglie e Le pupille di Alice Rohrwacher. 

## Riconoscimenti
Tra i numerosi riconoscimenti ottenuti si ricorda il premio Unicef del 1995 e il BolognaRagazzi Award  Non-Fiction del 2010 alla Bologna Children's Book Fair, il Premio Andersen come miglior illustratore nel 2000, il Premio Lo Straniero nel 2005, la Bib Plaque del 2009 alla Biennale di illustrazione di Bratislava.

## Opere principali[1]
- Lerolero e altre storie, Milano, Mondadori, 2002
- In bocca al lupo, Roma, Orecchio acerbo, 2003; Xina, Thult Editiones, 2005; Belgique, Editions du Rouergue, 2006
- Fumo negli occhi, Roma, Orecchio acerbo, 2005
- Il cavolo, la pecora e il lupo: indovinello tradizionale, riscritto e illustrato da Fabian Negrin, Firenze, Fatatrac, 2009
- La vita intorno: romanzo per immagini, Milano, Salani, 2009
- Frida e Diego: una favola messicana, testo e disegni di Fabian Negrin, Roma, Gallucci, 2011; Paris, Seuil Jeunesse, 2011
- Il frutto del tuo seno, Roma, Donzelli, 2020
- Alfabetiere delle fiabe, rime e illustrazioni Fabian Negrin, Firenze-Milano, Giunti, 2020
- Quattro Quando, Macerata, Liberilibri, 2021
- Mitomalìa: storie che hanno incantato il mondo, testi e illustrazioni Fabian Negrin, Firenze-Milano, Giunti, 2022